# Palatynat Reński
Palatynat Reński, Palatynat (niem. kurfürstliche Pfalzgrafschaft bei Rhein lub kurfürstlich rheinische Pfalzgrafschaft lub krótko Kurfürstentum Pfalz), w latach 1356–1777 Elektorat Palatynatu – państwo Świętego Cesarstwa Rzymskiego istniejące od czasów średniowiecza do 1777 roku. Znajdowało się na terenie dzisiejszego kraju związkowego Niemiec – Nadrenia-Palatynat, oraz w niewielkiej części w Badenii-Wirtembergii. 

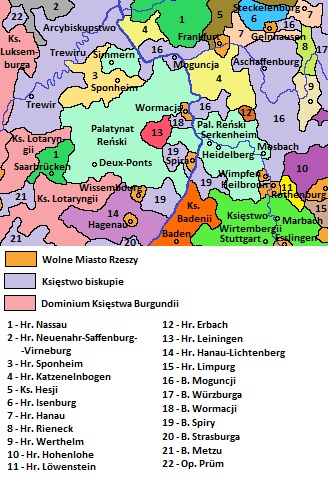
Palatynat Reński w 1447 roku

## Historia
Palatynat był od XI wieku pod władzą palatynów reńskich. W 1288 stolicą kraju został Heidelberg. W 1356 na mocy Złotej Bulli Karola IV władcy Palatynatu zostali zaliczeni w poczet elektorów Rzeszy.
W latach 30. XVI wieku na terenach Palatynatu przyjął się luteranizm. Od 1559 roku w Palatynacie wpływy zdobyli kalwiniści.
W 1619 roku Fryderyk V przyjął tron Czech od miejscowych buntowników protestanckich, ale po bitwie na Białej Górze Palatynat znalazł się pod okupacją Hiszpanii i Bawarii. 
W 1685 roku zmarł bezpotomnie elektor Palatynatu Reńskiego Karol II Wittelsbach, a wraz z nim wygasła linia protestancka Wittelsbachów Reńskich Pfalz-Simmern. Tytuł elektorski i ziemie przejął Filip Wilhelm jako przedstawiciel katolickiej linii Pfalz-Neuburg (potomkowie króla Niemiec Ruprechta Wittelsbacha). Zmiana wyznania władcy wiązała się ze zmianą wyznania panującego w całym Palatynacie. Filip Wilhelm przyrzekł Karolowi, że będzie władcą tolerancyjnym, jednak wśród mieszkańców wyznających kalwinizm rządy katolika budziły negatywne emocje. Dzięki tolerancyjnej polityce wyznaniowej elektorowi udało się uniknąć zamieszek religijnych. Kolejnym problemem były roszczenia siostry Karola II Elżbiety Charlotty Wittelsbach. W jej imieniu król Francji Ludwik XIV zażądał prawa dziedziczenia Palatynatu Reńskiego. Spowodowało to wybuch wojny palatynackiej, która spustoszyła cały kraj.
W 1742 Palatynat odziedziczył Karol Teodor Pfalz-Sulzbach i połączył go w roku 1777 z Bawarią.
Rewolucja francuska przyniosła upadek państwa. W 1795 zachodnią część Palatynatu zajęła i zaanektowała Francja, zaś wschodnią – Badenia. Po kongresie wiedeńskim Palatynat stał się częścią Królestwa Bawarii.
Po I wojnie światowej Palatynat znalazł się pod okupacją francuską (1919–1930). Po II wojnie światowej był częścią francuskiej strefy okupacyjnej.